# NGC 1172
NGC 1172 ist eine Elliptische Galaxie vom Hubble-Typ E3 im Sternbild Eridanus am Südsternhimmel. Sie ist schätzungsweise 66 Millionen Lichtjahre von der Milchstraße entfernt und hat einen Durchmesser von etwa 60.000 Lichtjahren.

Im selben Himmelsareal befinden sich u. a. die Galaxien NGC 1180, NGC 1181, NGC 1188, NGC 1189.
Das Objekt wurde am 30. Dezember 1785 von dem Astronomen William Herschel mithilfe eines 18,7-Zoll-Teleskops entdeckt.